# 3815 Кеніг
3815 Кеніг (3815 König) — астероїд головного поясу, відкритий 15 квітня 1959 року.
Тіссеранів параметр щодо Юпітера — 3,407.